# فنون وحرف (مترو باريس)
فنون وحرف (بالفرنسية: Arts et Métiers)‏ هي محطة مترو تابعة لمترو باريس تقع في فرنسا في الدائرة الثالثة في باريس.[بحاجة لمصدر]

## معرض صور

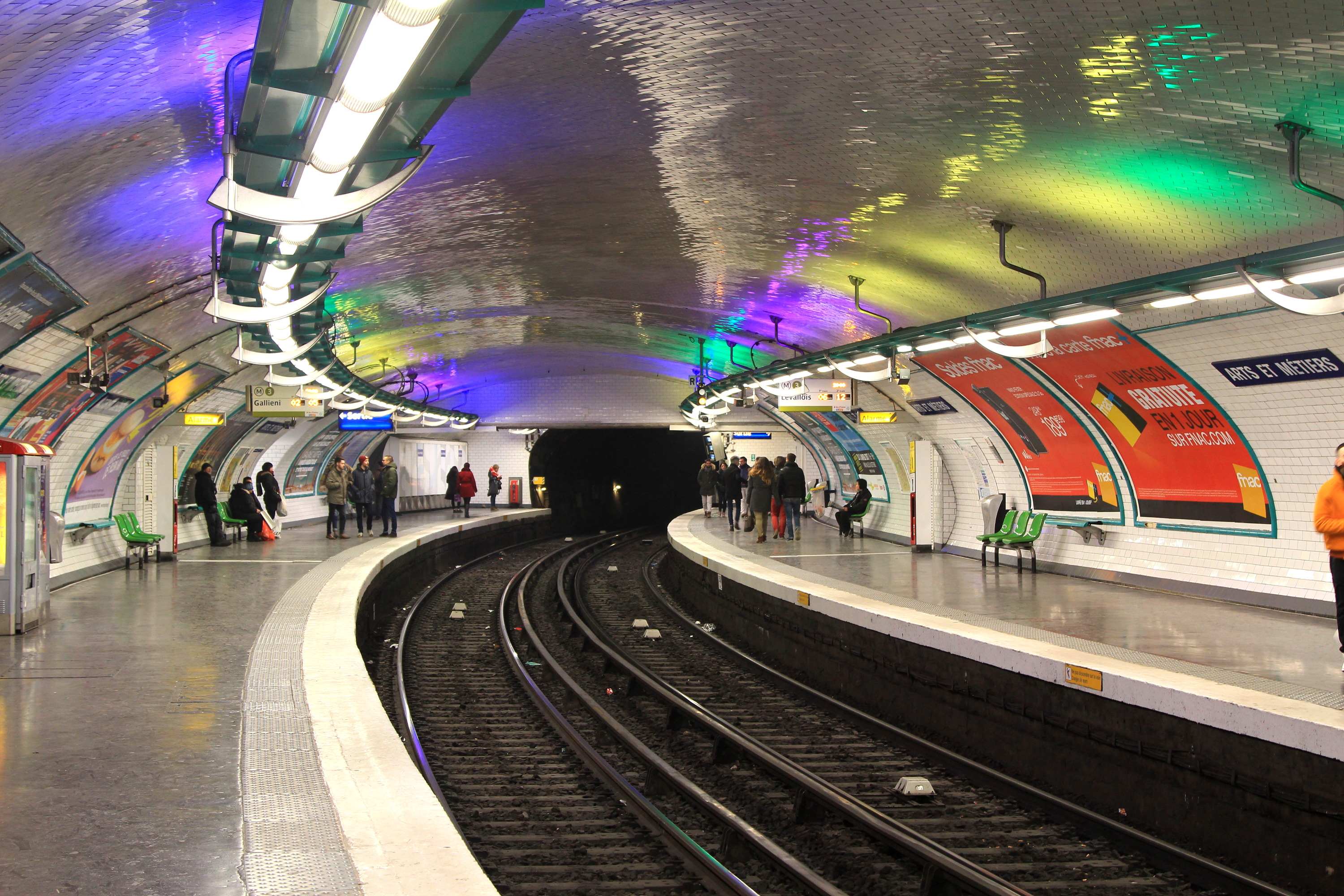
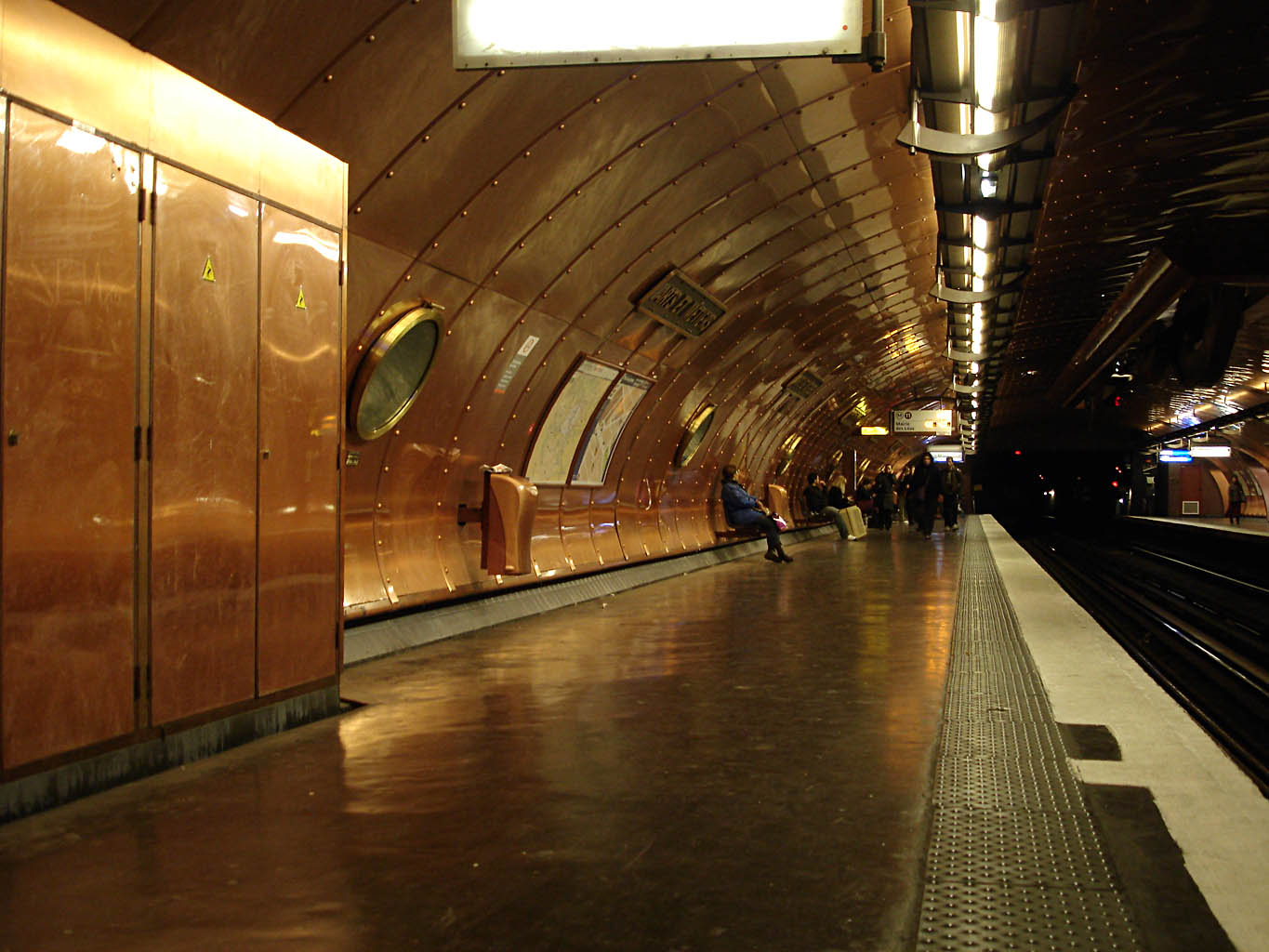
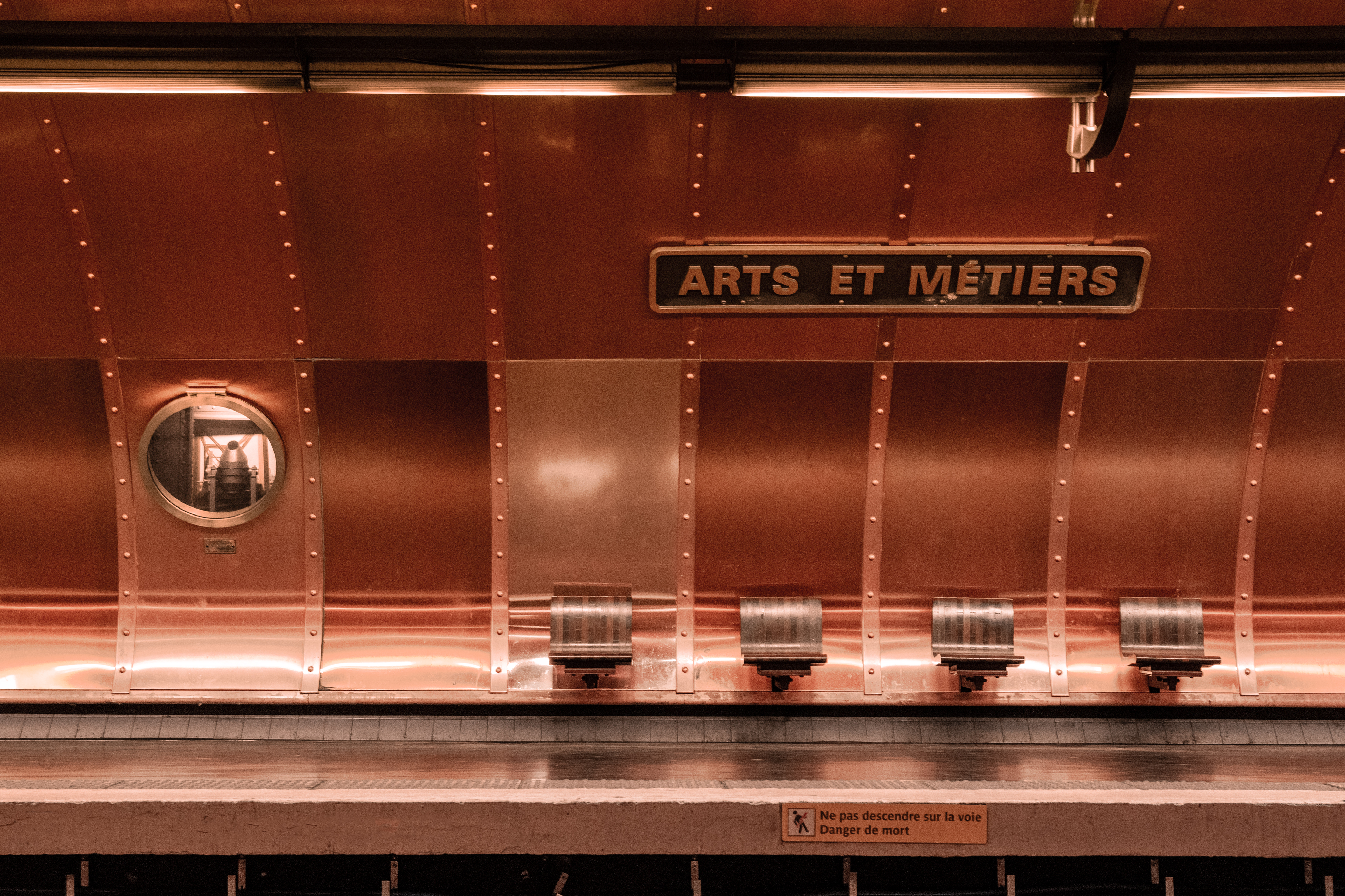
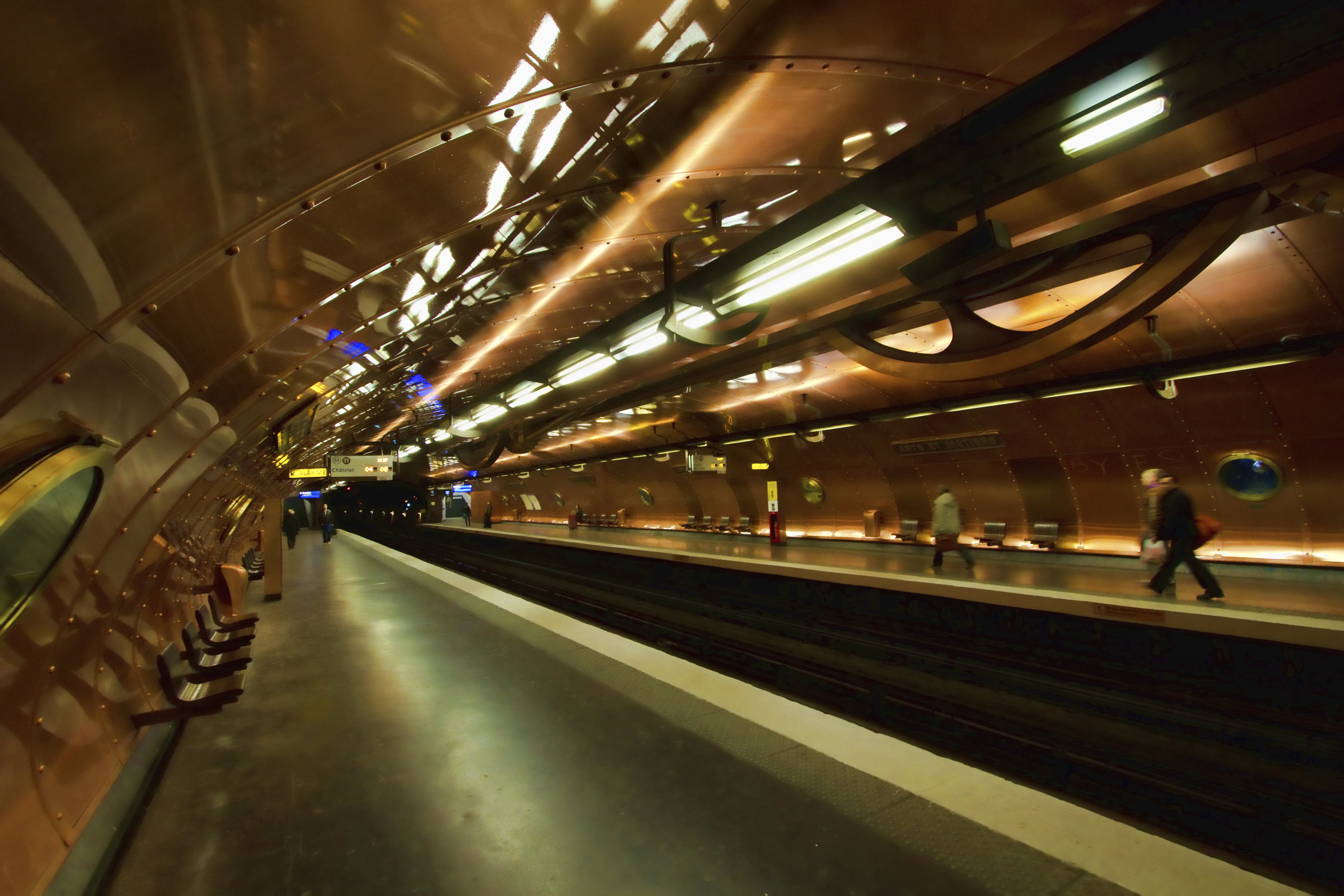